# Lushes & Tramps
Lushes & Tramps, är en musikgrupp från Umeå som senare bytte namn till Lushes

## Medlemmar
- Olle Dahlström
- Rikard Frohm
- Peter Furby
- Lenni Larsson
- Jonas Löfroth
- Magnus Nilsson
- Micke Ögren

## Diskografi
- Brewed Live (EP, 1992) Skivbolag: NONS
  - 1. East End / 2. Sans Prelude / 3. Bloody Night / 4. Flashback / 5. I'll Make The Mound / 6. Damn Bitch
- GONE(EP,1994) Skivbolag: Plattformen